# نادي الرجاء (مصر)
الرجاء هو نادي كرة قدم مصري من مدينة الضبعة بمرسى مطروح تأسس عام 1999، وينافس حاليًا في الدوري المصري الدرجة الثانية. صعد لأول مرة للدوري الممتاز في موسم 2012–2013، ثم سرعان ما هبط للدرجة الثانية في موسم 2014–2015. ولكنه نجح في العودة للممتاز مجددًا في موسم 2016–2017.ثم هبط في موسم 18/19 ويلعب حاليا في القسم الثالث عن مجموعة مطروح
ويعتبر النادي هو الممثل الوحيد لمحافظة مرسى مطروح في الدورى القسم الثاني.

## تاريخ
صعد الرجاء للدوري الممتاز لأول مرة في تاريخه في موسم 2012–2013، بعد منافسة كبيرة مع أندية طنطا ومالية كفر الزيات وبلدية المحلة حتى الجولة الاخيرة من دورة الترقي. وفيها فاز الرجاء على طنطا 1–0 وتعثر فريقا مالية كفر الزيات وبلدية المحلة ليتأهل الرجاء للدوري الممتاز.
نجح نادي الرجاء في تصدر الدوري الممتاز موسم 2014-2015 بعد أن فاز على النادي الأهلي بنتيجة 2-1 في مباريات الأسبوع الثالث، لكن لم يحافظ نادي الرجاء على تصدره وتراجع إلى المركز السابع عشر حتى لحظة توقف الدوري. ثم هبط الفريق للدرجة الثانية مع نهاية موسم 2014–2015.
نجح الرجاء في الصعود مجددًا للممتاز في موسم 2016–2017 تحت قيادة المدير الفني نبيل محمود. وبعد منافسة شرسة مع نادي بلدية المحلة الذي ظل متصدرًا للمجموعة أغلب فترات الموسم، قلل الرجاء فارق النقاط بينه وبين البلدية من 7 نقاط إلى نقطة واحدة فقط قبل المباراة التي ستجمعهما في مدينة مطروح في الجولة الأخيرة من الموسم. وفي تلك المباراة، ظل الفريقان متعادلان - وهي النتيجة التي تكفي البلدية للصعود - حتى سجل لاعب الرجاء محمد حمبوزو هدف الفوز لفريقه في الدقيقة الرابعة من الوقت المحتسب بدل من ضائع من الشوط الثاني. لتنتهي المباراة بفوز الرجاء 1–0 ويتصدر المجموعة بفارق نقطتين عن البلدية.

## تشكيلة الفريق
تشكيلة فريق الرجاء لموسم 2017-2018:

ملاحظة: تشير الأعلام إلى المنتخب الوطني على النحو المحدد في قواعد الأهلية للفيفا. قد يحمل اللاعبون أكثر من جنسية واحدة غير تابعة للفيفا.
| الرقم | البلد | المركز | اللاعب       |
| ----- | ----- | ------ | ------------ |
| 1     | مصر   | حارس   | محمود كوكو   |
| 4     | مصر   | مدافع  | سعيد أحمد    |
| 7     | مصر   | وسط    | مؤمن إبراهيم |
| 8     | مالي  | وسط    | محمود فتحي   |
| 9     | مصر   | مهاجم  | طارق سالم    |
| 10    | مصر   | مهاجم  | هاني العجيزي |
| 11    | مصر   | وسط    | أحمد صبري    |
| 12    | مصر   | وسط    | محمد محسن    |
| 13    | مصر   | مدافع  | إسلام علاء   |

| الرقم | البلد | المركز | اللاعب           |
| ----- | ----- | ------ | ---------------- |
| 17    | مصر   | وسط    | علاء شعبان       |
| 18    | مصر   | وسط    | خميس حسني        |
| 19    | مصر   | وسط    | صالح موسى        |
| 21    | مصر   | مدافع  | عماد علاء        |
| 22    | مصر   | وسط    | محمود المغربي    |
| 24    | مصر   | مدافع  | أحمد سعيد (أوكا) |
| 25    | مصر   | مدافع  | أحمد إسماعيل     |
| 27    | مصر   | وسط    | هشام فتح الله    |
| 90    | مصر   | حارس   | محمود الزنفلي    |

## سجل مشاركات الفريق
| 1     | 2      | ↑   | ↓   |
| البطل | الوصيف | صعد | هبط |

| سجل مشاركة الفريق محليًا منذ 2012 | سجل مشاركة الفريق محليًا منذ 2012 | سجل مشاركة الفريق محليًا منذ 2012 | سجل مشاركة الفريق محليًا منذ 2012 | سجل مشاركة الفريق محليًا منذ 2012 | سجل مشاركة الفريق محليًا منذ 2012 | سجل مشاركة الفريق محليًا منذ 2012 |
| موسم                             | الدوري                           | الدوري                           | كأس مصر                          | هداف الفريق في الدوري            | هداف الفريق في الدوري            | هداف الفريق في الدوري            |
| موسم                             | القسم                            | المركز                           | كأس مصر                          | اللاعب                           | عدد الأهداف                      | مصدر                             |
| -------------------------------- | -------------------------------- | -------------------------------- | -------------------------------- | -------------------------------- | -------------------------------- | -------------------------------- |
| 2012–2013                        | الدرجة الثانية                   | 1 ↑                              |                                  |                                  |                                  |                                  |
| 2013–2014                        | الممتاز                          | 19                               | ربع النهائي                      | محمد سعيد                        | 5                                | [ 10 ]                           |
| 2014–2015                        | الممتاز                          | 17 ↓                             | دور الـ16                        | إسلام فؤاد                       | 7                                | [ 11 ]                           |
| 2015–2016                        | الدرجة الثانية                   | 7                                | دور الـ32                        |                                  |                                  |                                  |
| 2016–2017                        | الدرجة الثانية                   | 1 ↑                              | التمهيدى الخامس                  |                                  |                                  |                                  |
| 2017–2018                        | الممتاز                          | 16 ↓                             | دور الـ32                        | أحمد سعيد                        | 5                                | [ 12 ]                           |
| 2018–2019                        | الدرجة الثانية                   |                                  |                                  |                                  |                                  |                                  |

1. ↑  أقيم موسم 2013–2014 بنظام المجموعتين. حل الفريق تاسعًا في المجموعة الأولى، ويعتبر الفريق في المركز التاسع عشر بين جميع أندية الدوري بحسب النقاط التي حصل عليها.
2. ↑  أقيم موسم 2015-2016 بنظام الستة مجموعات. حل الفريق رابعًا في المجموعة السادسة، ويعتبر الفريق في المركز السابع بين أندية المجوعتين الخامسة والسادسة (هما مجموعتي الدلتا والإسكندرية وصعد نادي واحد منهما) بحسب النقاط التي حصل عليها.